# (25340) Segoves
(25340) Segoves (1999 RX31) – planetoida z pasa głównego asteroid okrążająca Słońce w ciągu 2,76 lat w średniej odległości 1,97 j.a. Odkryta 10 września 1999 roku.